# Liste der denkmalgeschützten Objekte in Stattegg
Die Liste der denkmalgeschützten Objekte in Stattegg enthält die denkmalgeschützten, unbeweglichen Objekte der Gemeinde Stattegg im steirischen Bezirk Graz-Umgebung.

## Denkmäler
| Foto |                 | Denkmal                                                           | Standort                                  | Beschreibung | Metadaten |
| ---- | --------------- | ----------------------------------------------------------------- | ----------------------------------------- | --- | --- |
| ja   | Datei hochladen | Kath. Filialkirche Maria Schutz HERIS-ID: 95901 Objekt-ID: 111283 | Kalkleitenstraße 15 Standort KG: Stattegg | Die Kirche wurde 1960 von Kurt Weber-Mzell erbaut. Die Kirche hat einen keilförmigen Grundriss und ein markantes zweischaliges Steildach | BDA-Hist.: Q1412919 Status: § 2a Stand der BDA-Liste: 2025-06-30 Name: Kath. Filialkirche Maria Schutz GstNr.: .234 Filialkirche Mariä Schutz (Stattegg) |
| ja   | Datei hochladen | Zwei Kalköfen HERIS-ID: 95884 Objekt-ID: 111264                   | Kalkofenweg 1 Standort KG: Stattegg       | Die in Quader- und Bruchsteinmauerwerk ausgearbeiteten Überreste des Kalkwerks stammen aus dem Jahr 1890.                                | BDA-Hist.: Q1722423 Status: Bescheid Stand der BDA-Liste: 2025-06-30 Name: Zwei Kalköfen GstNr.: .124/1                                                  |